# Сизых, Иван Егорович
Сизых Иван Егорович (1925—2001) — советский шахтёр, бригадир Новокузнецкого шахтопроходческого управления,
Герой Социалистического Труда (1971), Почётный шахтёр, лауреат премии Кузбасса, лауреат Государственной премии СССР.

## Биография
Родился 17 января 1925 года в селе Александровка Павлодарской области (Казахская ССР).
В 1943 году в годы войны с эшелоном мобилизованных из Казахстана попал в г. Новокузнецк Кемеровской области. В феврале 1943 года принят горнорабочим в Новокузнецкое шахтостроительное управление. Осенью 1943 года Иван Егорович стал помощником звеньевого.
В 1952 году Сизых Иван Егорович стал бригадиром шахтостроительной бригады проходчиков. В этой должности он проработал до выхода на пенсию в 1991 году.
С 1957 по 1959 годы работал на строительстве шахты в Монголии.
Сизых И. Е. строил шахты «Байдаевская», «Абашевская», «Зыряновская», «Нагорная», «Юбилейная», «Распадская» и другие в г. Новокузнецке и Кемеровской области. Бригаде, которой руководил Иван Сизых, принадлежит несколько рекордов, в том числе республиканских и мировых.
В апреле 1963 года на строительстве шахты «Юбилейная» в г. Новокузнецке установлен первый рекорд проходки стволов шахты — рекорд Кузбасса.
В январе 1969 года на строительстве шахты «Абашевская» в г. Новокузнецке установлен рекорд проходки в РСФСР.
В августе 1969 года на строительстве шахты «Абашевская-2» в г. Новокузнецке установлен новый рекорд проходки в РСФСР.
В 1971 году дал первый уголь крупнейшей в СССР шахты «Распадской» в г. Междуреченске Кемеровской области.
В 1975 году на строительстве шахты «Распадская» в г. Междуреченске Кемеровской области был установлено несколько рекордов — скорость проходки составила в среднем более 110 метров ствола, вместо 70 по нормативу.
Был членом КПСС. Умер в 2001 году, похоронен в г. Новокузнецке Кемеровской области в посёлке Абашево.

## Семья
Жена Анна Васильевна (1925—2000). Вместе с супругом воспитала троих детей:
- старшая дочь Валентина (род. 1951) в настоящее время на пенсии,
- младшая дочь Лариса (род. 1953) работает заместителем директора по хозяйственной части школы № 83 в Орджоникидзевском районе г. Новокузнецка,
- сын Владимир (род. 1955) работает заместителем директора по общим вопросам завода «Сибэлектро» в г. Новокузнецке.

Связь времён не прерывается, уже второе и третье поколение фамилии Сизых работает на шахтах области. Общий же трудовой стаж династии Сизых — более 320 лет.
Внук Евгений работает проходчиком 5 разряда в ООО «Ольжерасское шахтопроходческое управление» в г. Междуреченске на строительстве капитальных горных выработок, как когда-то работал и его дед в Новокузнецком шахтопроходческом управлении. Внук Максим (1985—2007) работал с отцом Валерием Дмитриевичем Пупко (1952—2007) проходчиком на шахте «Ульяновская» в г. Новокузнецке. Внук Максим и зять Валерий погибли при взрыве в шахте 19 марта 2007 года. Внучка Вера работает на шахте Распадская с 2006 года в отделе кадров.
Родные братья Ивана Егоровича: Василий, Михаил, Николай, Пётр, Сергей работали шахтёрами. Старший брат Василий, работая на шахте в г. Караганде во время войны заболел воспалением лёгких и умер. Другие братья работали проходчиками, строителями шахт в г. Новокузнецке. Все неоднократно награждаемы высокими правительственными наградами.
Брат Сергей — первый в Кузбассе полный кавалер (1983 год) Ордена Трудовой Славы всех трёх степеней.

## Награды
- Герой Социалистического Труда (1971) — Указом Президиума Верховного Совета СССР (неопубликованным) от 5 апреля 1971 года «за выдающиеся успехи в выполнении заданий пятилетнего плана по строительству и вводу в действие производственных мощностей, жилых домов и объектов культурно-бытового назначения»[4].
- Три ордена Ленина (1957, 1966, 1971).
- Кавалер трёх степеней знака «Шахтёрская слава».
- Медаль «За доблестный труд в Великой Отечественной войне 1941—1945 гг.».
- Медаль «За трудовое отличие» (1953).
- Медаль «За трудовую доблесть» (1947).
- Лауреат Государственной премии СССР.
- Лауреат премии Кузбасса[5].
- Почётный шахтёр.

## Память
- Решением исполкома Новокузнецкого городского Совета народных депутатов от 15.04.2009 г. названа улица в г. Новокузнецке (Новобайдаевский микрорайон) — улица братьев Сизых.[6] Славная фамилия навсегда останется в истории строительства шахт Кузбасса.
- В основной общеобразовательной школе № 83 Орджоникидзевского района г. Новокузнецка создан музей шахтёрской династии Сизых.